# Liu Gang
Pour les articles homonymes, voir Liu.
 (décembre 2018).
Le contenu est difficilement compréhensible vu les erreurs de traduction, qui sont peut-être dues à l'utilisation d'un logiciel de traduction automatique.
Dans ce nom chinois, le nom de famille, Liu, précède le nom personnel Gang.
Liu Gang (chinois : 刘刚 ; pinyin : Liú Gāng, né le 30 janvier 1961) à Liaoyuan Jilin, est un scientifique chinois qui a étudié les modèles mathématiques, l'informatique et la physique théorique. Il est un des leaders étudiants les plus médiatiques lors des manifestations de la place Tian'anmen en 1989. Liu est diplômé d'une maîtrise de physique de l'université de Pékin en 1986, d'une maîtrise en informatique de l'université Columbia, et d'un MBA en finances de l'Université de New York. Exilé aux États-Unis en 1996, Liu y étudie la technologie et la physique au Bell Labs du New Jersey. Aujourd'hui analyste informatique à Wall Street, Liu est employé par Citigroup. Il réside à New York.

## Biographie
Liu est né à Liaoyuan, Ministère de la sécurité publique de la République populaire de Chine père Liu Guichun de police, ont trois frères et sœurs. Il est le premier lot d'étudiants après la Révolution culturelle. Diplômé de Université de Sciences et Technologie de Chine mécanique Baccalauréat moderne, au cours de l'école par Fang Lizhi influence idéologique. De juillet 1982 à septembre 1984, il a travaillé à la China Aviation Industry Corporation Shenyang Aircraft Design Institute (dénommée "601"). En 1984, Liu est entré au Département de physique de Université de Pékin en Pékin et a obtenu le MS dans optique à partir de là; il a également servi comme assistant d'enseignement dans physcis à il. Après être diplômé, il a pris ses fonctions en Chine souple Science Research Institute, qui a agi comme directeur adjoint de l'École doctorale de Université de Sciences et Technologie de Chine. Après est venu aux États-Unis, Liu a reçu le Maître de informatique Université Columbia en 1996. Liu est un membre du personnel technique dans le "Département de Mathématiques de Systèmes et Réseaux" à Bell Labs à Murray Hill, New Jersey, où il a travaillé sur la conception de réseau optique et de la planification, des algorithmes de routage, l'optimisation techniques, et le modèle économique et analyse de la stratégie pour les réseaux de télécommunications.